# Cazzano Sant’Andrea
Cazzano Sant’Andrea – miejscowość i gmina we Włoszech, w regionie Lombardia, w prowincji Bergamo.
Według danych na styczeń 2009 gminę zamieszkiwało 1591 osób przy gęstości zaludnienia 757,6 os./1 km².